# Hlînșciîna, Prîlukî
Hlînșciîna (în ucraineană Глинщина) este un sat în comuna Bohdanivka din raionul Prîlukî, regiunea Cernihiv, Ucraina.

## Demografie
Componența lingvistică a localității Hlînșciîna
     Ucraineană (98,63%)
     Rusă (1,37%)
Conform recensământului din 2001, majoritatea populației localității Hlînșciîna era vorbitoare de ucraineană (98,63%), existând în minoritate și vorbitori de rusă (1,37%).